# Área metropolitana de Cumaná
El Área metropolitana de Cumaná o Gran Cumaná es un área urbana que forma una conurbación ubicada en la zona nororiental de Venezuela, que se extiende sobre 5 Parroquias del municipio Sucre del estado Sucre, a saber: Parroquia Ayacucho, Parroquia Santa Inés, Parroquia Altagracia (una de las más grandes de Venezuela), Parroquia San Juan y la Parroquia Valentín Valiente, y el municipio Bolívar, que forman de esta manera lo que se conoce como la Zona Metropolitana de Cumaná. Siendo decretada la Poligonal Urbana trazada por la autoridad respectiva. El Área Metropolitana de Cumaná comprende el núcleo urbano de la capital estadal, Cumaná con 510,952 hab, más las poblaciones de El Peñón, Cantarrana, El Tacal, Campeche, Plan de la Mesa, Puerto de la Madera, Barbacoas, San Juan de Macarapana y Boca de sabana, la chica, quetepe, la bruja, mariguitar, que se reparten el resto de la población.

## Comunicación y servicios
El principal eje de comunicación terrestre en esta conurbación es la Autopista Gran Mariscal de Ayacucho; sin embargo, cuenta con otras variadas vías de acceso entre ellas autopistas, como la que enlaza el este de la ciudad con la localidad de La Llanada; Avenidas, como la Rotaria, Andrés Eloy Blanco y la Perimetral; Calles y carreteras como la de San Juan para consolidar la red de transporte y brindar mejor soporte para el desempeño económico de la zona. El Aeropuerto Internacional Antonio José de Sucre se encarga de enlazar por vía aérea a la ciudad, mientras que el terminal de Ferris al noreste transporta personas y carga hacia varios destinos, entre los cuales destacan la isla de Margarita y la península de Araya.
En la actualidad el Área cuenta con el sistema público de transporte masivo terrestre Bus Cumaná, que brinda servicio a gran parte de la población de la zona.

## Economía
La zona metropolitana de Cumaná, es sede de importantes industrias que incluyen los sectores de la construcción y así como el de alimentos, golosinas y tabaco; y centros industriales automotrices como Toyota; cuenta con sedes de PDVSA, industrias como Polar, Pepsi  y Coca Cola; Y es destino de una importante afluencia turística por contar con hoteles de alta categoría y centros comerciales, además de playas y ríos.